# Berberis retinervis
Berberis retinervis là một loài thực vật có hoa trong họ Hoàng mộc. Loài này được Triana & Planch. mô tả khoa học đầu tiên năm 1862.